# Phạm Khắc
Phạm Khắc (tên khai sinh là Phạm Tấn Phước, 29 tháng 1 năm 1939 – 17 tháng 5 năm 2007) là một nhà quay phim kiêm đạo diễn phim tài liệu người Việt Nam, được xem là người đặt nền móng cho thể loại phim ký sự của Đài truyền hình Thành phố Hồ Chí Minh. Ông được Nhà nước Việt Nam phong tặng danh hiệu Nghệ sĩ nhân dân (1997), Anh hùng Lao động (2000) khi đang giữ chức Giám đốc Đài Truyền hình Thành phố Hồ Chí Minh.

## Cuộc đời và sự nghiệp
Phạm Khắc, tên khai sinh Phạm Tấn Phước, bí danh Lê Minh, sinh ngày 29 tháng 1 năm 1939 tại Phước Long, Giồng Trôm, Bến Tre. Ông tham gia cách mạng từ năm 1956. Ngày 29 tháng 10 năm 1961, ông được kết nạp vào Đảng Cộng sản Việt Nam. Ông theo học khóa học trung cấp quay phim và lớp báo chí khóa 1 do Ban Tuyên huấn Trung ương Cục miền Nam đào tạo. Từ năm 1963 đến năm 1971, ông trở thành phóng viên quay phim tại chiến trường miền Nam, Bí thư Chi bộ, Trưởng phòng Quay phim thuộc xưởng phim Giải phóng miền Nam. Từ năm 1972 đến năm 1975, Phạm Khắc về công tác tại Đài Truyền hình Việt Nam, là phóng viên trực tiếp quay phim và đạo diễn nhiều bộ phim tài liệu như phim 12 ngày đêm, B52 đánh phá miền Bắc và Hà Nội, làm phim Hội nghị Paris về Việt Nam tại Pháp.
Năm 1981, ông được bầu vào Hội đồng nhân dân Thành phố Hồ Chí Minh.
Năm 1991, với vai trò là Phó Giám đốc Đài Truyền hình Thành phố Hồ Chí Minh, ông thành lập Hãng phim Truyền hình Thành phố Hồ Chí Minh trực thuộc Đài Truyền hình Thành phố Hồ Chí Minh và kiêm giữ chức Giám đốc Hãng phim. Ông cũng là Giám đốc đầu tiên của Hãng phim này.
Tháng 9 năm 1996, Ủy ban nhân dân Thành phố Hồ Chí Minh đã có quyết định bổ nhiệm ông giữ chức Giám đốc Đài Truyền hình Thành phố Hồ Chí Minh. Ông cũng là người đã sáng lập ra Cuộc đua xe đạp toàn quốc tranh Cúp truyền hình Thành phố Hồ Chí Minh.
Khán giả trong và ngoài Việt Nam biết đến ông qua nhiều bộ phim ông đã tham gia quay, đặc biệt là bộ phim Mê Kông ký sự dài 84 tập do ông làm chủ biên và tổng đạo diễn về dòng sông Mê Kông. Bộ phim đã gây dư luận xôn xao trong khán giả từ những ngày đầu xuất hiện trên sóng truyền hình và đã đoạt giải Cánh diều vàng thể loại phim tài liệu truyền hình Việt Nam năm 2006.
Ngày 17 tháng 5 năm 2007, ông qua đời tại Thành phố Hồ Chí Minh.

## Gia đình
Vợ ông là họa sĩ Đặng Ái Việt, nổi tiếng với hành trình vẽ chân dung Mẹ Việt Nam anh hùng. Ông có con trai là đạo diễn Phạm Việt Phước (Phạm Lộc), nổi tiếng với vai trò đạo diễn cho một số bộ phim: Sóng mồ côi, Mùa cúc susi, Giã từ những đêm hoang..., hiện đang là Giám đốc Hãng phim Truyền hình Thành phố Hồ Chí Minh.

## Tác phẩm

### Nhiếp ảnh
- Trên 20.000 bức ảnh về các miền đất, khung cảnh thiên nhiên, con người.[2]
- Tập sách ảnh "Phạm Khắc - Mekong ký sự - Phim và ảnh" (hai tập, Nhà xuất bản Văn Nghệ phát hành xuất bản năm 2009, kỷ niệm 2 năm ngày mất).

### Phim
- Chiến thắng Bình Giã.
- Đồng Xoài rực lửa.
- Chiến đấu trên đường phố Sài Gòn.
- Cuộc đọ sức 5 ngày Hà Nội - Điện Biên Phủ trên không.
- Bến Tre những đảo dừa xanh.
- Môi trường sinh thái đồng bằng sông Cửu Long.
- Từ nhà trường đến chiến trường.
- Gặp lại Ấp Bắc.
- Liên hoan thanh niên thế giới tại Lahabana.
- Cuba vẫn sống.
- Sư đoàn 9 anh hùng.
- Quân đoàn 4 - tuổi 20.
- Mũi Né - ngày 24/4/1995.
- Nữ tướng Nguyễn Thị Định.
- Một thoáng Malaysia.
- Trở về từ Malaysia.
- Giai điệu miền quê.
- Khi đàn sếu trở về.
- Mekong ký sự.[6][7]

## Giải thưởng và vinh danh
- Giải thưởng Nguyễn Đình Chiểu 1965 (phim Chiến thắng Bình Giã);
- Giải Bông sen bạc (phim Cuộc đọ sức 5 ngày Hà Nội - Điện Biên Phủ trên không).
- Giải Bông sen bạc (phim Hòn đảo ngọc) tại Liên hoan phim Việt Nam lần thứ 4 (1977).
- Giải Bông sen bạc (phim Chuyện kể Yuk Sarêt) tại Liên hoan phim Việt Nam lần thứ 5 (1980).
- Giải nhất về nghệ thuật ở Liên hoan phim quốc tế ở Praha.
- Giải thưởng Cánh diều vàng 2006 (phim Mekong ký sự).
- Giải A Hội Điện ảnh Việt Nam 1996 (phim Khi đàn sếu trở về).
- Giải Bông Sen cho đạo diễn xuất sắc tại Liên hoan phim Việt Nam lần thứ 11 (1996).

### Huân, huy chương
- Huân chương Độc lập hạng Ba.
- Huân chương Kháng chiến chống Mỹ hạng Nhất.
- Huân chương Kháng chiến hạng Nhất.
- Huân chương Chiến công hạng Ba (Trận Bình Giã).
- Huân chương Chiến công hạng Nhì (Mậu Thân 1968).
- Huân chương Giải phóng hạng Nhí.
- Huy hiệu 40 năm tuổi Đảng.

### Danh hiệu
- Nghệ sĩ ưu tú (1984).
- Nghệ sĩ nhân dân (1997).
- Anh hùng Lao động (10/2000).

Tại Giải Cánh diều 2018, ông được vinh danh cùng nhà quay phim, nghệ sĩ nhân dân Nguyễn Thế Đoàn.